# 卡迪夫中央圖書館

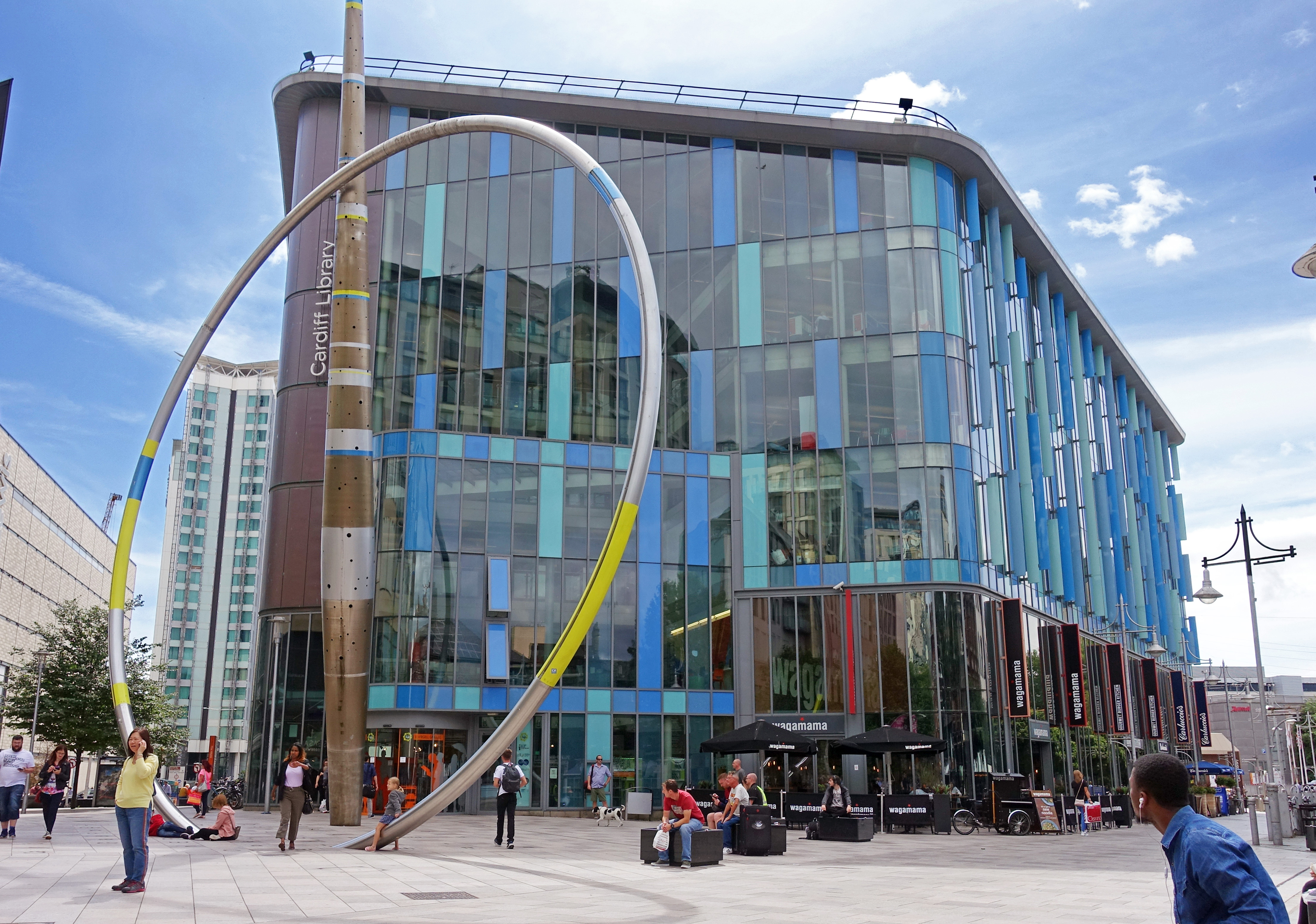

卡迪夫中央圖書館（英語：Cardiff Central Library）是英國威爾斯首府卡迪夫主要的公共圖書館，位於卡迪夫市中心。
卡迪夫中央圖書館新館於2009年3月14日開業。卡迪夫市的首座圖書館則開業於1861年。

## 外部連結
- Central Library on the Cardiff Council website（页面存档备份，存于）
- Central Library on the BDP website

 维基共享资源上的相關多媒體資源：卡迪夫中央圖書館